# Szongott Kristóf
Szongott Kristóf (Marosbogát, 1843. március 21. – Szamosújvár, 1907. január 24.) bölcseleti doktor, főgimnáziumi tanár, szerkesztő, történész, múzeumigazgató, író, armenológus.

## Élete
Az erdélyi örmény  család leszármazottja. 
Tanulmányait Szamosújvárott és Gyulafehérvárott végezte; 1863-ban a szamosújvári algimnáziumhoz, 1894-ben pedig az állami főgimnáziumhoz nevezték ki tanárrá. Irodalmi működésében kizárólag a hazai örmény viszonyok ismertetésén fáradozott; Petőfinek több versét lefordította örményre és 1887-től szerkesztette az Armenia c. magyar-örmény képes havi szemlét. (241 füzet). Cikkei a Magyar Polgárban (1886. 149. sz. Esztergár Vártán örmény érsek); az Ethnologische Mittheilungenben (1896. Armenisches Märchen aus Siebenbürgen); az Armeniában (1901-1903. A magyarországi örmények ethnographiája, 1901. A magyar «pánkó» és az örmény «kátá» szó, 1905. Örmény múzeum) sat.

## Munkái
- A hazai örmények vezeték- és keresztnevei. Szamosujvár, 1884.
- Chorenei Mózes, Nagy-Örményország története. Eredeti örményből ford. és magyarázó jegyzetekkel ellátta. Uo. 1892.
- Arménia. Magyar-örmény képes Naptár. Uo. 1892.
- Szamosujvár, a magyar-örmény metropolis. Uo. 1893.
- A magyarhoni örmény családok genealogiája. Uo. 1898.
- A szamosújvári vár. Uo. 1898.
- Szamosujvár m. kir. város monographiája. Uo. 1901-03. Négy kötet. Száz szövegképpel. (Ism. Erdélyi Múzeum 1904., Ethnographia, Armenia).
- A magyarok eredete és őslaka. Uo. 1906.